# RIM-116 Rolling Airframe Missile

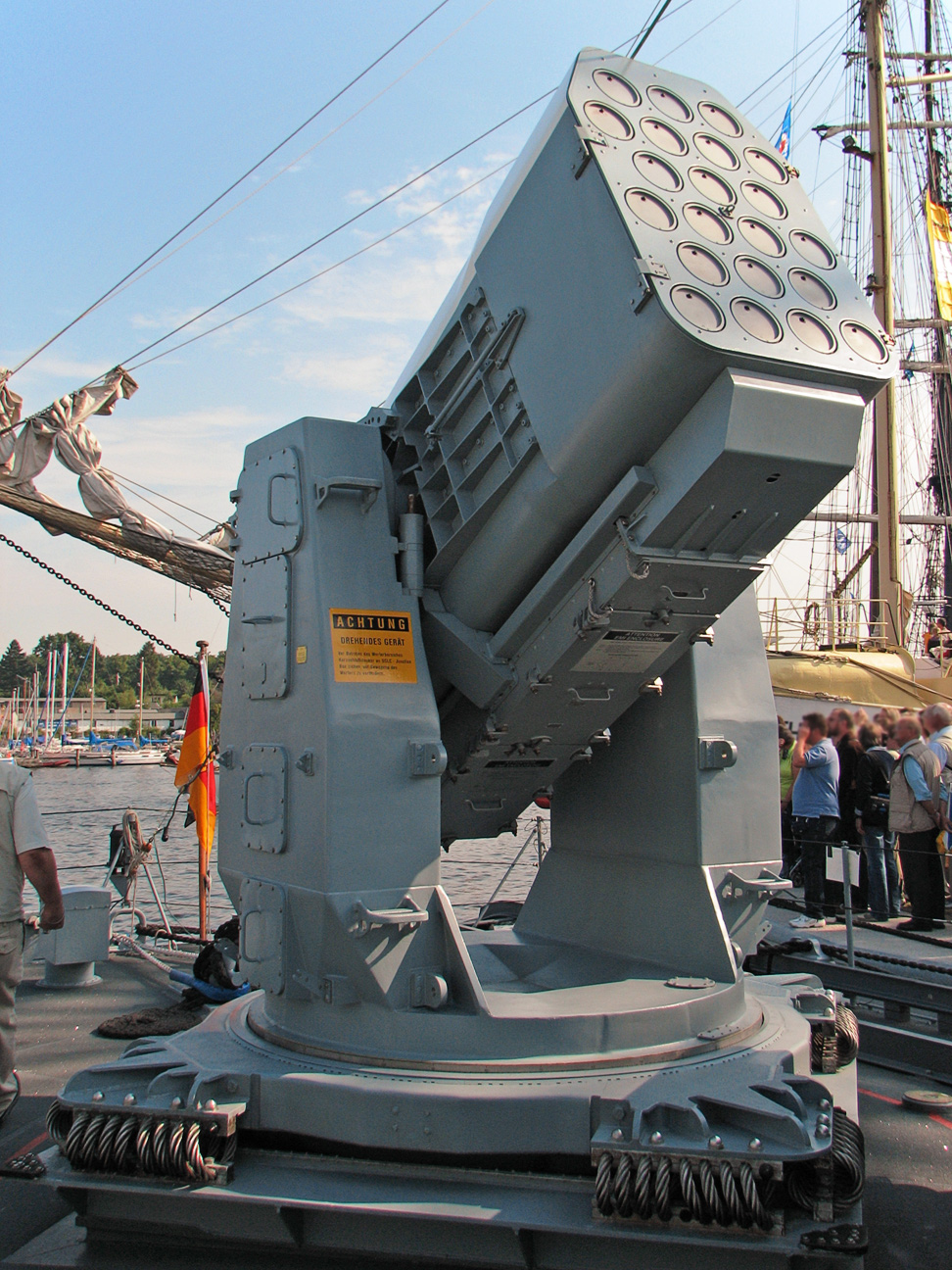
RIM-116 Rolling Airframe Missile

RIM-116 Rolling Airframe Missile je německo-americký lehký systém blízké obrany, používaný v současnosti více než 165 plavidly námořnictev USA, Turecka, Německa, Řecka, Egypta, Japonska, Jižní Koreje, Spojených arabských emirátů a Mexika. Systém byl vyvinut speciálně k obraně proti protilodním střelám, ovšem jeho novější verze mohou být použity i proti letadlům, vrtulníkům a hladinovým cílům. Název střely je odvozen od toho, že je při letu stabilizována svou rotací. Do roku 2015 bylo vyrobeno cca 200 vypouštěcích zařízení a 3000 střel RAM ve verzích Block 0, 1A a 2.

## Vývoj
Vývoj systému RAM probíhal od poloviny 70. let 20. století. Dohoda mezi USA a Německem o společném vývoji střely byla podepsána v roce 1976. Pro snížení nákladů byly použity prvky již existujících raket. Pro navedení v konečné fázi letu je střela RAM opatřena infračervenou naváděcí soustavou převzatou z přenosného protiletadlového raketového kompletu FIM-92 Stinger, zatímco hnací motor a bojová hlavice jsou převzaty z rakety AIM-9 Sidewinder.
První zkušební odpal střely proběhl v roce 1978 a v roce následujícím získala společnost General Dynamics kontrakt na vývoj střely (dnes je jejím výrobcem Raytheon). K sériové výrobě byla střela připravena teprve v roce 1987. Německé námořnictvo zavedlo střelu ve verzi Block O v roce 1988, zatímco americké námořnictvo tak učinilo teprve v roce 1993. V roce 1993 přitom byl objednán vývoj vylepšené verze Block 1. Tato verze byla operačně testována v roce 1999 a zavedena v roce následujícím.

## Varianty

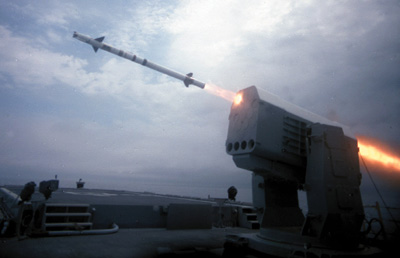
Výstřel

První varianta Block 0 (RIM-116A) je v počáteční fázi letu řízena pasivní radiofrekvenční hlavicí, která se navádí na vyhledávací radar nebo radiovýškoměr útočící protilodní střely a teprve později může být na cíl navedena infračerveným senzorem. Novější verze Block 1 (RIM-116B) umožňuje použít rakety i proti letadlům, vrtulníkům, hladinovým cílům či pasivně naváděným raketám. V takovém případě je raketa po celou dobu letu řízena infračerveným čidlem. Vylepšená varianta Block 2 úspěšně prošla první fází vývojových zkoušek v červnu 2013, přičemž od roku 2012 probíhala omezená výroba této verze. První kusy RAM Block 2 americké námořnictvo převzalo v srpnu 2014. V roce 2015 dosáhla verze Block 2 počátečních operačních schopností (IOC – Initial Operational Capability).
Základní provedení v podobě odpalovacího zařízení Mk-49 nese 21 střel RAM. Průměr střely je 127 mm. Systém může vést střelbu na několik cílů současně. Odpalovací rampa je přitom odvozena od systému Phalanx CIWS, což zjednodušuje instalaci systému na starších lodích. Systém je ovšem závislý na elektronických systémech lodi. V současnosti probíhá též vývoj verze SeaRAM, která má stejnou odpalovací rampu, nese však jen 11 střel RAM, ale je naopak díky vlastním senzorům schopen pracovat nezávisle na jiných systémech lodi.